# Jean Assaad Haddad
Jean Assaad Haddad (ur. 17 grudnia 1926 w Beit-Chabab, zm. 22 stycznia 2021) – libański duchowny melchickiego Kościoła katolickiego, arcybiskup Tyru w latach 1988-2005.

## Życiorys
Święcenia kapłańskie przyjął 2 lipca 1950.

### Episkopat
26 października 1988 otrzymał nominację na arcybiskupa Tyru. Sakrę przyjął 27 listopada tegoż roku z rąk melchickiego patriarchy Antiochii, Maksymosa V Hakima.
6 czerwca 2000, w związku z chorobą patriarchy Maksymosa V, został mianowany administratorem apostolskim sede plena patriarchatu antiocheńskiego. Po rezygnacji patriarchy 29 listopada tegoż roku przestał pełnić ten urząd.
20 czerwca 2005 przeszedł na emeryturę.